# (9327) Duerbeck
(9327) Duerbeck est un astéroïde de la ceinture principale.

## Description
(9327) Duerbeck est un astéroïde de la ceinture principale. Il fut découvert le 26 septembre 1989 à La Silla par Eric Walter Elst. Il présente une orbite caractérisée par un demi-grand axe de 2,87 UA, une excentricité de 0,15 et une inclinaison de 5,7° par rapport à l'écliptique.

## Compléments